# Dâlma (okręg Buzău)
Dâlma – wieś w Rumunii, w okręgu Buzău, w gminie Scorțoasa. W 2011 roku liczyła 118 mieszkańców.